# Natalia Sokolova (mannequin)
Pour les articles homonymes, voir Natalia Sokolova et Sokolov.
Natalia Sokolova, née le 15 octobre 1976 à Moscou, est un mannequin de charme russe.

## Biographie
Natalia Sokolova est issue d'une famille de tradition universitaire : son grand-père était un inventeur renommé en Union soviétique. Sa mère est une scientifique reconnue, et partage avec son père le niveau universitaire de PhD.
Elle fait partie d'une délégation au Japon comme enfant de la paix, puis bénéficie d'un séjour d'un mois en Angleterre pour améliorer son anglais, ce qui lui permet ensuite de gagner un concours de l'Université d'État de Moscou et ensuite de faire partie d'un échange d'étudiants avec le lycée Springbrook dans le Maryland, en 1993. Elle accède ensuite à l'Université du Maryland à Baltimore, à 16 ans.
Gravement accidentée le jour d'Halloween à 17 ans, elle reste six mois dans un fauteuil roulant, menacée de paralysie : après des soins prolongés à Moscou, elle parvient à décrocher son diplôme en Finance et business international auprès de l'Université du Maryland en 1998.
Pendant son séjour à l'université, elle participe aux manifestations du Hawaiian Tropics International Swimwear à Las Vegas, ce qui lui vaut une offre pour poser dans Playboy, ce qui devient la principale raison de sa célébrité. Élue Miss avril en 1999, elle apparaît dans divers numéros de ce magazine entre 1999 et 2001. 
Elle s'est essayée dans le cinéma et la télévision, pour y remplir des rôles correspondant à son physique. Elle a prêté son image à des campagnes de publicité, comme celle de la bière Miller High Life en 2003.

## Référence
1. ↑  En 2002, un épisode de Sabrina, l'apprentie sorcière, 6.20 The Whole Ball of Wax dans le rôle d'Ingrid, cf « Natalia Sokolova » (présentation), sur l'Internet Movie Database

## Filmographie
- 2001 : Mon plus beau rôle (Role of a Lifetime) : Kristen in M.O.W.
- 2001 : Opération Espadon (Swordfish) : amie d'Helga
- 2002 : Sabrina, l'apprentie sorcière (Sabrina, the Teenage Witch série télévisée) : modèle féminin (épisode, The Whole Ball of Wax)
- 2002 : Croisière en folie (Boat Trip)

Sans compter diverses apparitions dans des productions érotiques de Playboy.